# Наутика Торн
Наутика Торн (на английски: Nautica Thorn) е артистичен псевдоним на американската порнографска актриса Шона Токуми (Shauna Tokumi), родена на 13 юни 1984 г. във Вайпаху, щата Хаваи, САЩ.
През 2006 г. участва в първия сезон на телевизионното реалити шоу „Моята гола дама“ по канал на „телевизия Фокс“
Поставена е на 21-во място в класацията на списание „Комплекс“ – „Топ 50 на най-горещите азиатски порнозвезди за всички времена“, публикувана през септември 2011 г.

## Награди и номинации
Номинации
- 2005: Номинация за AVN награда за най-добра нова звезда.[5]